# ケント公

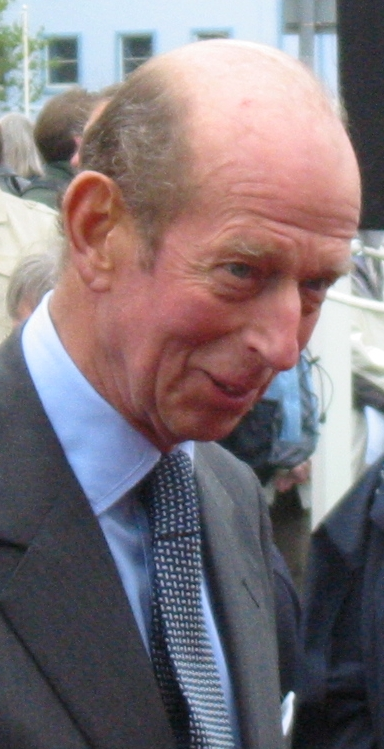
現在のケント公、エドワード王子

ケント公爵（ケントこうしゃく、Duke of Kent）は、イギリスの公爵位の一つ。グレートブリテン貴族または連合王国貴族として複数回叙爵されている。現保有者は国王ジョージ5世の孫である王子エドワード。現在の従属爵位は、セント・アンドルーズ伯爵とダウンパトリック男爵である。

## 歴史

### 沿革
ケントという称号が最初に現われたのは、古代のアングロ＝サクソン七王国の一国であるケント王国においてである。ケント王の歴史は449年頃まで遡ることができる。825年、ケント王国がウェセックス王エグバートによって征服されると、彼の息子であるエゼルウルフがケント王位に登り、その後はウェセックス王の正統後継者がケント王位を襲うようになった。そして860年、ケントは王国としての地位を失い、ウェセックスに併合された。
11世紀中期、ケント伯爵が出現した。レオフウィン・ゴドウィンソンあるいは彼の父であるウェセックス伯ゴドウィンが初代とされる。しかし1066年、ヘイスティングズの戦いでレオフウィンは戦死し、世襲は途絶えた。
ケント伯位はその後11世紀から15世紀までの間に、イギリス君主によって6回叙爵された。
1. 1067年、バイユー司教（英語版）のオド（英語版）を叙爵。1088年、同人から剥奪。
2. 1141年、ウィレム・ファン・イーペル（英語版）を叙爵。1155年、同人から剥奪。
3. 1227年、ヒューバート・ド・バラを叙爵。同人の死後に廃絶。
4. 1321年、エドマンド・オブ・ウッドストックを叙爵。1360年、エドマンドの娘ジョーン・オブ・ケントの夫トマス・ホランドを通してホランド家に移り、1408年に廃絶。
5. 1461年、ウィリアム・ネヴィルを叙爵。同人の死後に廃絶。
6. 1465年、エドマンド・グレイを叙爵。第12代ケント伯ヘンリー・グレイまで世襲。

### ケント公爵（第1期）
第12代ケント伯ヘンリー・グレイ(1671-1740)は1706年11月14日の勅許状によってイングランド貴族としてケント侯爵（Marquess of Kent）、ハロルド伯爵（Earl of Harold）及びゴドリッチ子爵（Viscount Goderich）に昇叙された。さらに1710年4月28日にはグレートブリテン貴族としてケント公爵（Duke of Kent）に陛爵し、このとき初めてケント公という称号が生まれた。また初代公の最晩年にあたる1740年には孫娘ジェマイマも継承者に加えたグレイ侯爵の叙爵を受けた。しかし後継者に恵まれず、同人の死をもってケント公爵を含む多くの爵位は廃絶、グレイ侯爵位も孫娘の死により途絶えた。

### ケント=ストラサーン公爵
1799年4月23日、国王ジョージ3世の四男（ジョージ4世、ウィリアム4世の弟）である王子エドワード・オーガスタスがケント＝ストラサーン公爵、ダブリン伯爵に叙された。イングランドの地名（ケント）に基づく称号とスコットランドの地名（ストラサーン）に基づく称号を共に公爵として扱ったため、このような複合地名の称号となった。しかしエドワードもまた後継者を持たなかったため（一人娘ヴィクトリアは王位を継承した）、これも1代限りで廃絶した。

### ケント公爵（第2期）
1934年、国王ジョージ5世の四男（エドワード8世、ジョージ6世の弟）であるジョージ王子がケント公に叙された。1942年に、ジョージが航空事故により死去したことにより、長男であるエドワード王子がこれを世襲し、現在に至る。

## 一覧

### ケント公爵（1710年）
- 初代ケント公爵ヘンリー・グレイ(1671-1740) - 1740年ケント公爵廃絶

### ケント=ストラサーン公爵（1799年）
- 初代ケント=ストラサーン公爵エドワード・オーガスタス(1767-1820) - 1820年ケント=ストラサーン公爵廃絶

### ケント公爵（1934年）
- 初代ケント公爵ジョージ・エドワード・アレグザンダー・エドマンド(1902-1942)
- 第2代ケント公爵エドワード・ジョージ・ニコラス・ポール・パトリック(1935-)

法定推定相続人は現当主の長男であるセント・アンドルーズ伯爵(1962-)。
法定推定相続人の法定推定相続人はその息子ダウンパトリック男爵エドワード・ウィンザー(1988-)。